# Теракт в Афинах (1968)
Теракт в Афинах в 1968 году — обстрел боевиками Народного фронта освобождения Палестины авиалайнера Boeing 707-358B авиакомпании El Al в аэропорту Элиникон в Афинах (Греция) 26 декабря 1968 года. В результате теракта был убит 1 пассажир и тяжело ранены 2 человека (в том числе стюардесса).

## Подготовка
Народный фронт освобождения Палестины (НФОП) был одной из наиболее радикальных террористических группировок в составе Организации освобождения Палестины. Так, НФОП стал первой организацией в истории, которая начала захват гражданских самолётов с заложниками. Основатель НФОП Жорж Хабаш считал, что добиваться создания палестинского государства нужно силой, и выступал против переговоров с Израилем.
26 декабря 1968 года в 11:30 боевики НФОП 19-летний Махер Хусейн Ямани (англ. Maher Hussein Yamani) и 25-летний Махмуд Мохаммад Исса прилетели в Афины самолётом авиакомпании «Air France» из Бейрута. Поскольку в те годы ещё не было правил о сплошном досмотре пассажиров и багажа, они сумели незаметно пронести под длинными куртками автоматы Калашникова. В сумках у них были 63 ручные гранаты и запасные магазины.
В это время в аэропорту Афин находился авиалайнер Boeing 707-358B авиакомпании El Al, следовавший рейсом LY253 Тель-Авив—Афины—Париж—Нью-Йорк. На момент начала атаки в самолёте находились 37 пассажиров и 11 членов экипажа.
Террористы сели в автобус вместе с пассажирами, направлявшимися в самолёт, а по прибытии на лётное поле незаметно укрылись за техническими автомобилями аэропорта.

## Атака
В тот момент, когда самолёт начал выруливать на взлётную полосу, террористы с расстояния 6 метров открыли огонь из автоматов по фюзеляжу. Затем один из них бросил под крыло самолёта несколько ручных гранат.
Одна из пуль попала в голову пассажира — 50-летнего морского инженера из Хайфы Леона Ширдана (англ. Leon Shirdan). От полученного ранения он умер мгновенно.
От взрывов гранат загорелся один из двигателей самолёта. Огонь начал распространяться по фюзеляжу. Бортпроводница Хани Шапира открыла входной люк, чтобы освободить путь для эвакуации пассажиров и попала под автоматную очередь. Одна из пуль раздробила ей бедро, другая прошла навылет через лёгкое.
Часть пассажиров, спасаясь от огня, выпрыгнули из люка прямо на бетонную площадку, однако все они остались живы.
Обстрел продолжался 20 минут, за которые террористы израсходовали почти весь боезапас.

## Последствия
Греческие полицейские, выбежавшие на лётное поле, задержали террористов, которые при виде полиции бросили оружие, однако оказали физическое сопротивление при задержании.
Сразу же после теракта представители НФОП выступили по двум арабским радиостанциям, вещавшим из Бейрута и Каира. Они взяли на себя ответственность за теракт и потребовали от греческих властей немедленно освободить арестованных и предоставить им возможность беспрепятственно покинуть страну, угрожая новыми терактами в случае отказа. Общественно-политический резонанс был огромным, и тем самым цели террористов были достигнуты. По утверждению террористки Лейлы Халед, таким способом НФОП пытался привлечь внимание мировой общественности к существованию палестинской проблемы.
После этого теракта израильское правительство приняло решение провести ответную акцию устрашения. Она была проведена 28 декабря 1968 года в аэропорту Бейрута, когда израильским спецназом были уничтожены 13 пассажирских самолётов арабских авиакомпаний.
В марте 1970 года Ямани и Исса были и приговорены греческим судом к 17 годам тюремного заключения. Однако они были выпущены на свободу уже в конце 1970 года, когда 6 террористов захватили греческий самолёт авиакомпании Olympic Airways, угрожая взорвать его, если Ямани и Исса не будут освобождены.
В 1987 году Исса с женой и тремя детьми сумел въехать в Канаду как легальный иммигрант, обманув соответствующие службы. С 1988 по 2013 годы канадское правительство пыталось депортировать Иссу, однако в течение 25 лет он успешно обжаловал в судах все решения о депортации. Окончательное решение о депортации было принято в 2013 году, Исса был выдворен из Канады и отправлен в Ливан.